# Župnija Podgorje pri Slovenj Gradcu
Župnija Podgorje je rimskokatoliška teritorialna župnija dekanije Stari trg koroškega naddekanata, ki je del nadškofije Maribor.